# Mollicutes
Mollicutes (latinski: mollis = "mekano" i cutis = "koža") su razred bakterija koje nemaju staničnu stijenku. Ove bakterije parazitiraju na različitim životinjama i biljkama
Pojedine bakterije su vrlo male, tipično samo 0,2-0,3 μm i imaju vrlo male genome. Imaju različite oblike, no većina ih ima sterole koji čine staničnu membranu čvršćom.
Mnoge se vrste mogu gibati klizanjem, ali vrste iz roda Spiroplasma su helikalni i gibaju se savijanjem. Najpoznatiji rod iz ovog razreda je Mycoplasma.
Mnoge vrste iz ovog razreda uzrokuju bolwsti kod ljudi, zbog prianjanja na stanice respiratornog i urogenitalnog trakta, posebno vrste iz roda Mycoplasma i Ureaplasma.
Fitoplazma i Spiroplazma su biljni patogeni.  
Dok je nekad "mycoplasma" bio kolokvijalni naziv za bilo koju vrstu iz ovog razreda, danas se taj naziv odnosi isključivo na vrste iz roda Mycoplasma.